# Russ Mayberry
Pour les articles homonymes, voir Mayberry.
Russ Mayberry (né le 22 décembre 1925 à Glasgow, en Écosse, et mort le 27 juillet 2012 à Fort Collins au Colorado) est un réalisateur et producteur de télévision américain, d'origine écossaise.

## Filmographie

### Comme réalisateur

#### Cinéma
- 1971 : The Jesus Trip
- 1979 : Un cosmonaute chez le roi Arthur

#### Télévision
- 1964 : Ma sorcière bien-aimée (série télévisée)
- 1965 : Jinny de mes rêves (série télévisée)
- 1966 : Love on a Rooftop (série télévisée)
- 1966 : That Girl (série télévisée)
- 1967 : The Second Hundred Years (série télévisée)
- 1968 : The Monkees (série télévisée) 2 épisodes
- 1969 : Then Came Bronson (série télévisée)
- 1969 : Docteur Marcus Welby (série télévisée)
- 1970 : Nanny and the Professor (série télévisée)
- 1970 : Arnie (série télévisée)
- 1972 : Probe (TV)
- 1972 : A Very Missing Person (TV)
- 1972 : Search (série télévisée)
- 1973 : Here We Go Again (série télévisée)
- 1973 : Barnaby Jones (série télévisée)
- 1973 : Dusty's Trail (série télévisée)
- 1973 : Griff (série télévisée)
- 1973 : The Six Million Dollar Man: Wine, Women and War (TV)
- 1973 : Kojak (série télévisée)
- 1973 : The Six Million Dollar Man: Solid Gold Kidnapping (TV)
- 1974 : The Six Million Dollar Man (série télévisée)
- 1974 : Petrocelli (série télévisée)
- 1974 : Harry O (série télévisée)
- 1974 : Fer-de-Lance (TV)
- 1975 : Baretta (série télévisée)
- 1975 : Bronk (série télévisée)
- 1976 : Baa Baa, Black Sheep (TV)
- 1976 : Baa Baa Black Sheep (série télévisée)
- 1977 : Stonestreet: Who Killed the Centerfold Model? (TV)
- 1977 : Martinelli, Outside Man (TV)
- 1977 : The 3,000 Mile Chase (TV)
- 1978 : The Million Dollar Dixie Deliverance (TV)
- 1978 : Dallas (série télévisée)
- 1978 : The Young Runaways (TV)
- 1978 : Kaz (série télévisée)
- 1979 : The Rebels (TV)
- 1980 : Marriage Is Alive and Well (TV)
- 1980 : The $5.20 an Hour Dream (TV)
- 1980 : Réunion : Destins brisés (TV)
- 1981 : A Matter of Life and Death (TV)
- 1981 : Sidney Shorr: A Girl's Best Friend (TV)
- 1981 : L'Homme qui tombe à pic (The Fall Guy) (série télévisée)
- 1982 : Side by Side: The True Story of the Osmond Family (TV)
- 1982 : Rooster (TV)
- 1983 : The Mississippi (série télévisée)
- 1983 : Manimal (série télévisée)
- 1984 : Deux flics à Miami (série télévisée)
- 1985 : Challenge of a Lifetime (TV)
- 1985 : Equalizer (série télévisée)
- 1987 : A Place to Call Home (TV)
- 1987 : La loi est la loi (Jake and the Fatman) (série télévisée)
- 1988 : Dans la chaleur de la nuit (In the Heat of the Night) (série télévisée)
- 1988 : Danger Down Under (TV)
- 1990 : Super Force (série télévisée)
- 1994 : Thunder in Paradise (série télévisée)
- 1994 : In the Heat of the Night: Give Me Your Life (TV)
- 1995 : High Sierra Search and Rescue (série télévisée)

### Comme producteur
- 1976 : Baa Baa, Black Sheep (TV)